# Commonwealth Fusion Systems
Commonwealth Fusion Systems è una società privata per azioni statunitense fondata nel 2018 con l’obiettivo di costruire una centrale elettrica che utilizzi l'energia da fusione derivandola da un tokamak di tipo ARC. La società ha sede a Cambridge nel Massachusetts ed è uno spin-off del Massachusetts Institute of Technology (MIT). Insieme a diverse università e centri di ricerca, l'azienda ha partecipato al progetto INFUSE del Dipartimento dell'Energia degli Stati Uniti relativo all'innovazione condivisa nel settore pubblico-privato.

## Storia
CFS fu fondata nel 2018 come spin-off del MIT Plasma Science and Fusion Center. Nel 2018 ottenne un finanziamento iniziale di 50 milioni di dollari dalla multinazionale italiana Eni. L’anno seguente chiuse un primo round di finanziamenti in capitale di rischio per un totale di 115 milioni di dollari da parte di Eni, Bill Gates, Breakthrough Energy Ventures , Khosla Ventures di Vinod Khosla, fra gli altri. Inoltre, raccolse ulteriori 84 milioni di dollari in finanziamenti di serie A2 dalla Temasek di Singapore, dalla Equinor della Norvegia e dalla Devonshire Investors, nonché da precedenti investitori. A partire da ottobre 2020, CFS raggiunse i 100 dipendenti.
Nel settembre 2020, la società conseguì progressi significativi nella progettazione fisica e ingegneristica del tokamak SPARC e, nell'ottobre 2020, nello sviluppo di un nuovo cavo superconduttore ad alta temperatura, chiamato VIPER. Nell’arco di nove mesi dal 2019 al 2020, l'azienda acquisì dai fornitori oltre 186 miglia di filo in lunghezze di 400-600 metri, più di quanto prodotto da alcuni fornitori nei sei anni precedenti.
Nel marzo 2021, CFS annunciò il progetto di costruire un quartier generale, un campus di produzione e ricerca (incluso il tokamak SPARC), a Devens, nel Massachusetts. Sempre nel 2021, l’amministratore delegato Bob Mumgaard fu nominato membro del consiglio di amministrazione della Fusion Industry Association, che fu costituita come associazione senza scopo di lucro con un focus sulla lotta al cambiamento climatico.
Nel settembre 2021, la società diffuse la notizia che avrebbe effettuato un test pubblico dimostrativo di un magnete superconduttore ad alta temperatura, in grado di generare campi magnetici di 20 Tesla. Secondo il New York Times, esso fu un test riuscito “[del]la versione più potente al mondo del tipo di magnete critico per molti tentativi di fusione...”.
Nel novembre 2021, la società raccolse ulteriori1,8 miliardi di dollari di finanziamenti in un round di tipo B per costruire e gestire il tokamak SPARC. A dicembre, la società iniziò la sua costruzione a Devens, nel Massachusetts.
Nel marzo 2022, il sito web Axios riferì che, a seguito delle sanzioni contro la Russia, CFS si trovò affrontare notevoli problemi nella catena di approvvigionamento.
Alla fine del 2022, CFS giunse ad avere circa 350 dipendenti e iniziò a preparare il trasferimento nel suo campus di Devens, che fu inaugurato nel febbraio 2023.
Nel marzo 2023, ENI e Cfs firmarono un accordo pluriennale per collaborare all'ottenimento dei componenti e delle autorizzazioni necessarie alla realizzazione del primo impianto sperimentale SPARC, nonché alla realizzazione della prima centrale Arc e all'individuazione dei Paesi che potrebbero essere interessati ad ospitarlo.

## Tecnologia
CFS si focalizza sull'integrazione in un tokamak di un magnete superconduttore ad alta temperatura di ittrio bario e ossido di rame immerso in un alto campo magnetico (20 Tesla). Il magnete è costituito da 16 strati, ciascuno contenente avvolgimento HTS. Il magnete a forma di D pesava 10 tonnellate ed era alto 8 piedi, incluse 165 miglia di nastro. SPARC includerà 18 magneti di questo tipo.
I magneti CFS utilizzano nastro superconduttore ad alta temperatura proveniente da un gruppo di fornitori globali.
SPARC ha lo scopo di dimostrare che il tokamak è in grado di generare un bilancio positivo dell'energia netta, fatto che aprirebbe la strada alla realizzazione di un impianto elettrico di tipo ARC da diverse centinaia di megawatt. SPARC sarà realizzato dal settembre 2021 al 2025. CFS inoltre pianifica di costruire una centrale elettrica basata sul progetto ARC nei primi anni del terzo decennio del nuovo millennio. Sia SPARC che ARC prevedono di utilizzare una miscela di deuterio e trizio come carburante.
Il cavo VIPER dell'azienda può supportare correnti elettriche e campi magnetici più elevati di quanto fosse possibile in precedenza.
La tecnologia dei magneti utilizzata in SPARC ha lo scopo di presentare "al mondo un chiaro percorso verso l'energia da fusione", secondo il CEO di CFS Bob Mumgaard.
CFS utilizza una nuova generazione di superconduttori ad alta temperatura disponibile in commercio, al fine di costruire i magneti che consentiranno di introdurre campi magnetici molto più forti all’interno del tokamak. Ciò consentirà di raggiungere l'energia netta da fusione con un dispositivo molto più compatto, più economico e producibile in tempi più rapidi.
I tokamak funzionano come dispositivi a forma di ciambella che utilizzano magneti per manipolare e isolare il plasma nel quale avviene la fusione. Si prevede che per la prima volta SPARC opererà con un plasma infuocato. Ciò significherebbe che il processo di fusione sarebbe prevalentemente autoriscaldante. Il 5 dicembre 2022, una squadra del National Ignition Facility di LLNL (NIF) condusse il primo esperimento di fusione controllata nella storia per raggiungere l'energia netta, ottenendo più dalla fusione più energia di quella utilizzata dai laser per guidare il processo. I tokamak precedenti utilizzavano magneti superconduttori in rame o a bassa temperatura che necessitavano di grandi dimensioni per creare il campo magnetico necessario per ottenere l’energia netta. Il magnete superconduttore ad alta temperatura di CFS ha lo scopo di creare campi magnetici molto più forti, consentendo ai tokamak di essere molto più piccolo.